# Hoʻoponopono
Hoʻoponopono (auch: ho-o-pono-pono, hoʻoponopono, hooponopono), hawaiisch etwa: „in Ordnung bringen“, ist ein traditionelles Verfahren der Hawaiier zur Aussöhnung und Vergebung. Ähnliche Bräuche sind im gesamten südpazifischen Raum bekannt. Traditionelles hoʻoponopono wurde durch einen oder eine kahuna lapaʻau (Heilpriester der traditionellen Religion) zur Heilung körperlicher und geistiger Krankheiten durchgeführt, vorwiegend mit Familiengruppen.
Moderne Versionen sind meistens so angelegt, dass sie der Einzelne allein durchführen kann.

## Begriff
„Hoʻoponopono“ wird im Hawaiian Dictionary als eine geistige Reinigung definiert, als Familienkonferenz, in der zwischenmenschliche Beziehungen durch Gebet, Aussprache, Schuldbekenntnis, Reue und gegenseitige Vergebung wiederhergestellt werden.
Der Begriff hoʻoponopono setzt sich zusammen aus der Kausativ-Vorsilbe hoʻo- für ‚eine Handlung in Gang setzen‘ und aus dem Wort pono, dessen Grundbedeutung etwa richtig oder Richtigkeit ist.
Jedoch hat pono ein sehr breites Spektrum an Bedeutungen und steht als Substantiv für Güte, Rechtschaffenheit, Moralität, korrekte Handlung, Wohlergehen, Wohlstand, Fürsorge, Nutzen, natürlicher Zustand, Pflicht. Als Adjektiv bedeutet es moralisch, angebracht, richtig, gerecht, anständig, genau, tugendhaft, ordentlich, nützlich, erfolgreich, präzise, angemessen, entspannt, erleichtert. Als Verb heißt es zudem sollen und müssen. (Als welche Wortart ein Wort fungiert, hängt in der hawaiischen Sprache von der Stellung im Satz ab.)
Die Verdoppelung ponopono bedeutet richtigstellen; in Ordnung bringen, überarbeiten, regulieren, ordnen, berichtigen, aufräumen, sauber machen, etwas ordentlich machen.

### Abgrenzungen
Die zunehmende Revitalisierung von hoʻoponopono führte seit etwa 2007 dazu, dass spirituelle Verfahren, die außerhalb von Hawaii entwickelt wurden, mit hoʻoponopono bezeichnet werden, obwohl sie nicht der ursprünglichen Definition entsprechen. Insofern sind Verfahren, denen zum Beispiel keine gegenseitige Vergebung zugrunde liegt oder bei denen hoʻoponopono mit anderen Verfahren wie EFT verbunden wird oder die nur aus Mantras bestehen, keine hoʻoponoponos.

## Polynesische Überlieferungen

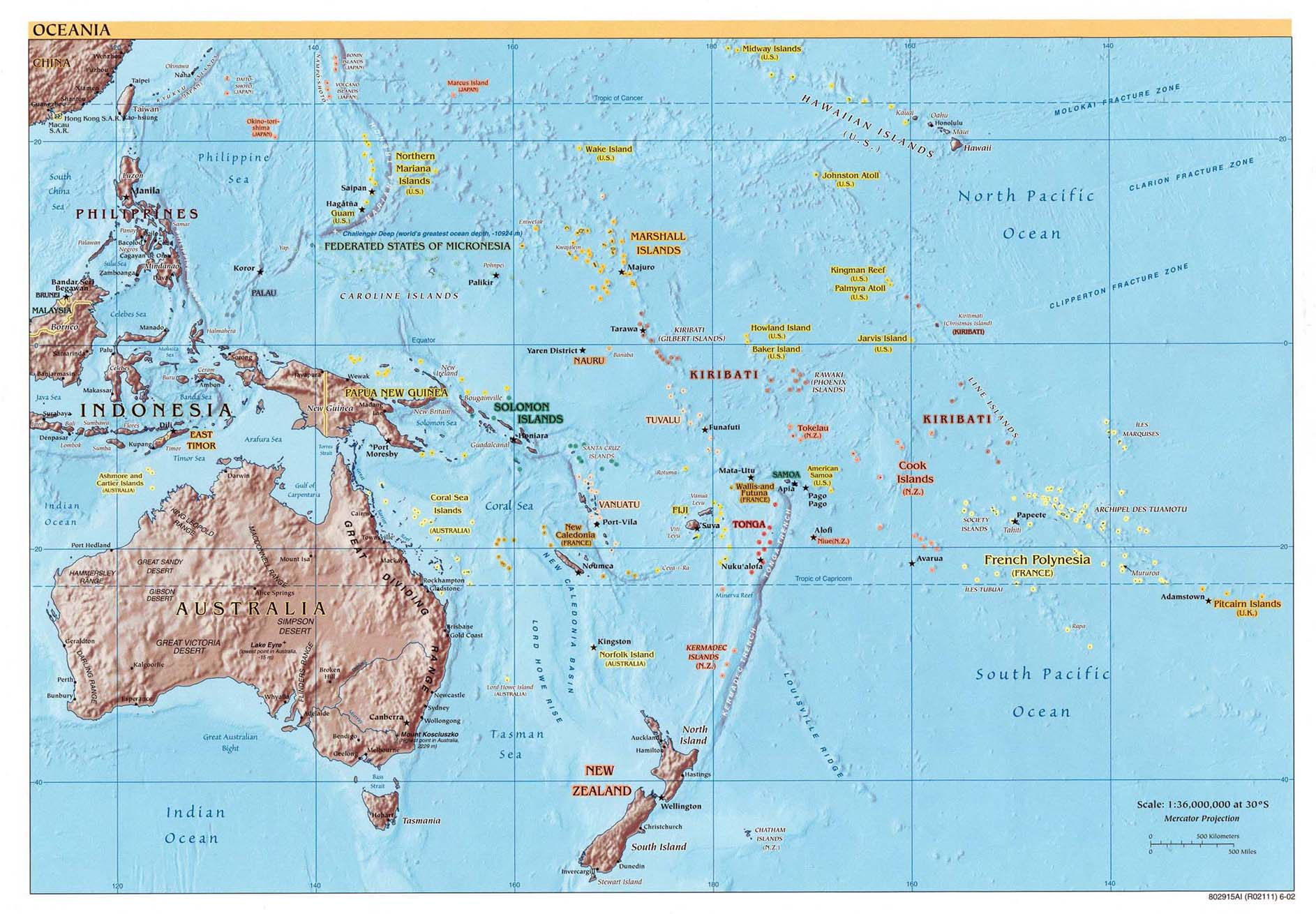
Karte von Ozeanien

Viele Polynesier glauben, dass persönliches Fehlverhalten (hara oder hala) Krankheiten verursacht. Vor der Christianisierung glaubten einige, dass Fehlhandlungen die Götter verärgern, andere glaubten, dass es böswillige Götter anzieht; und noch andere Kulturen glaubten, dass Schuldgefühle, die durch Fehlhandlungen verursacht wurden, krank machen. Das letzte Konzept war auch noch bei christlichen Polynesiern gängig. „In den meisten Fällen jedoch können besondere Riten zur Fehlerauflösung als Buße verwendet werden und damit die Fehleranhäufung verringern.“
Auf den Inseln von Vanuatu im Südpazifik glauben die Einwohner heute noch, dass Krankheiten gewöhnlich durch sexuelle Fehltritte oder Ärger verursacht werden. „Wenn du zwei oder drei Tage ärgerlich bist, wird eine Beschwerde oder Krankheit kommen“, sagte ein örtlicher Weiser. Die Therapie dagegen ist ein Schuldbekenntnis, vorgenommen durch den Patienten oder ein Familienmitglied. Erfolgt dieses durch niemanden, kann der Patient sterben. Die Einwohner von Vanuatu glauben, dass es das Verborgene ist, das der Krankheit Macht gibt. Wenn der Fehler eingestanden wird, hat er nicht länger Macht über die Person.
Wie viele andere Insulaner, einschließlich der Hawaiier, glauben die Einwohner von Tikopia auf den Salomonen und von Rarotonga auf den Cookinseln, dass das Fehlverhalten von Eltern auf ihre Kinder übergehen kann. Wenn ein Kind krank ist, werden die Eltern verdächtigt sich zu streiten oder sich sonst irgendwie schlecht zu benehmen. Außer Krankheiten kann soziale Unordnung je nach Größenordnung Unfruchtbarkeit, des eigenen Gartens oder des Landes, oder sogar Katastrophen hervorrufen. Harmonie kann dann nur durch Schuldbekenntnis und Bitte um Verzeihung wiederhergestellt werden.
Ähnliche Traditionen wurden in Samoa, Tahiti, und bei den Māori von Neuseeland gefunden.

## Hawaiische Tradition

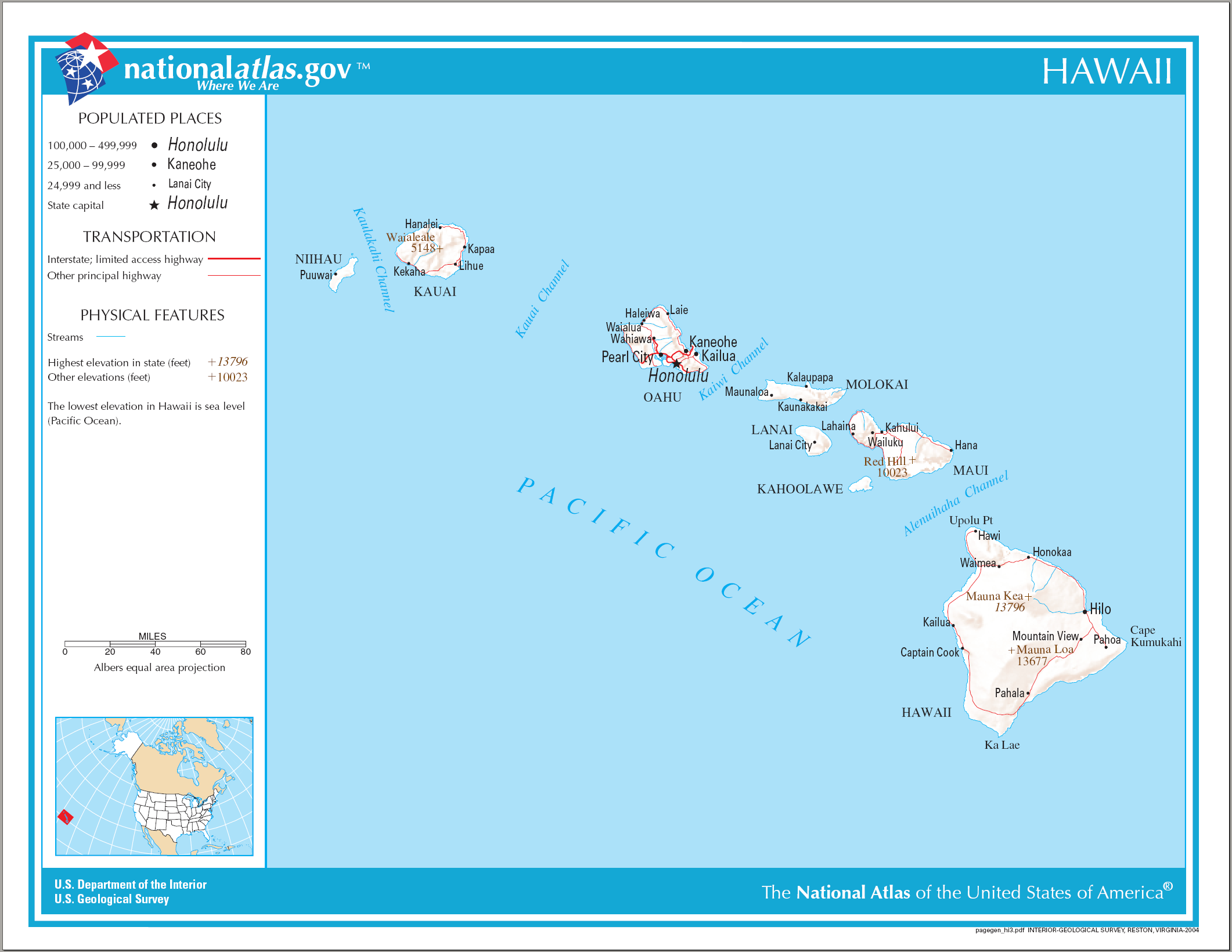
Karte der Inseln von Hawaii

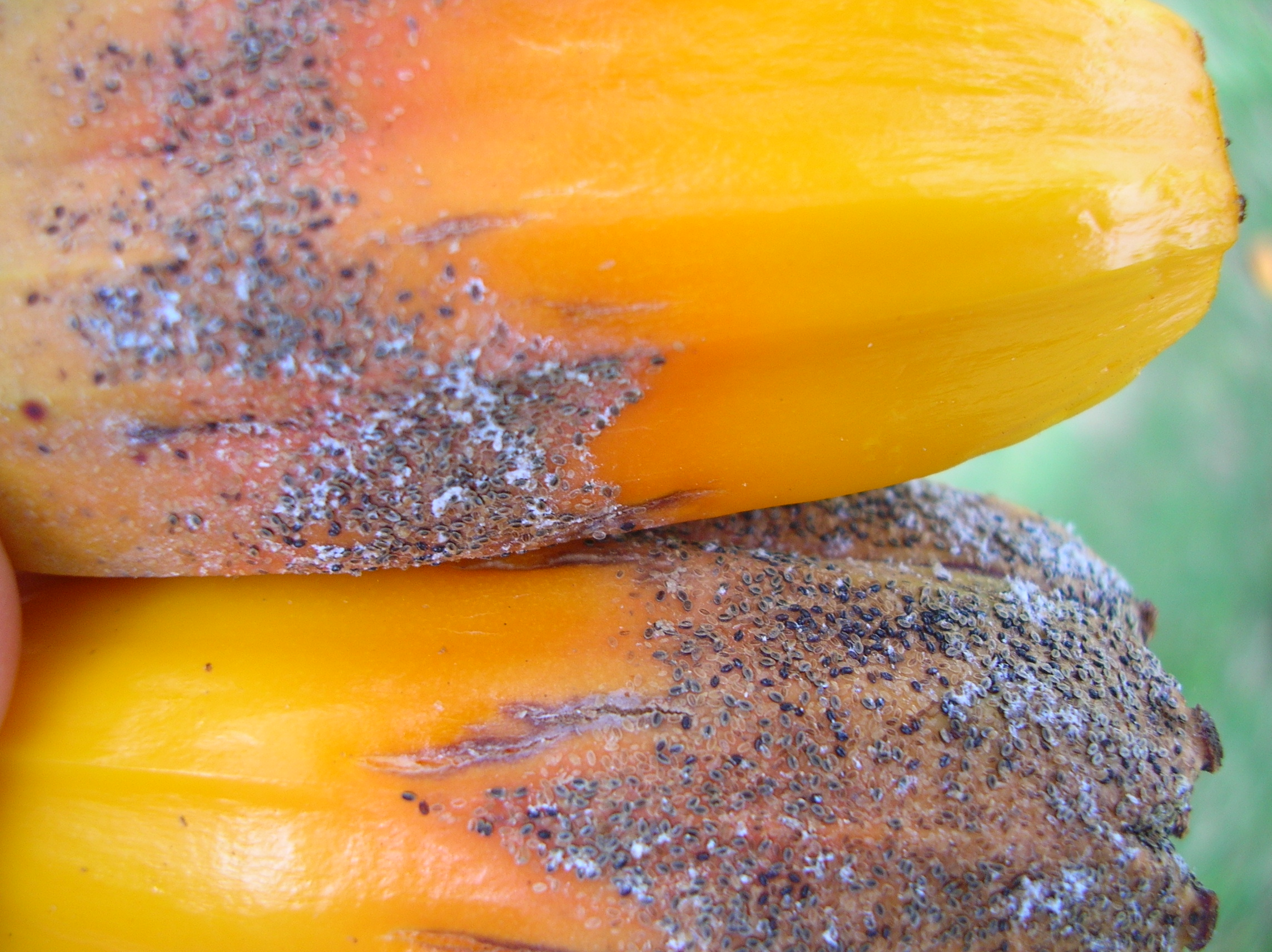
Mit überreichten Leis aus Früchten des Hala-Baums (Pandanus tectorius) wurde vielfach der erfolgreiche Abschluss eines hoʻoponoponos symbolisiert

Die bekannte hawaiische Gelehrte Mary Kawena Pukui schrieb, dass es eine Tradition im alten Hawaii war, deren mündliche Überlieferung von zeitgenössischen hawaiischen Ältesten bestätigt wird. Pukui (1895–1986) zeichnete als erste in ihrem 1958 erschienenen Buch auf, welche Erfahrungen und Beobachtungen sie seit ihrer Kindheit mit hoʻoponopono machte, das sie von ihrem Großvater lernte.
Obwohl das Wort hoʻoponopono nicht verwendet wurde, beschreiben frühe hawaiische Historiker einen Glauben, dass Krankheiten durch Tabubrüche oder Verstöße gegen geistige Gesetze entstehen und dass eine Krankheit solange nicht geheilt werden konnte, bis der Leidende für diese Übertretung eine Buße vollzog, oft mit der Unterstützung eines oder einer kahuna pule (Gebetsheiler) oder kahuna laʻau lapaʻau (Kräuterheiler). Vergebung wurde von den Göttern erbeten oder von der Person, mit der man im Streit lag.
Pukui beschrieb das Verfahren ihrer Ahnen als ein Treffen weitläufiger Familienmitglieder, um zerbrochene familiäre Beziehungen wieder in Ordnung zu bringen. Einige Familien trafen sich täglich oder wöchentlich, um Problemen vorzubeugen, die sich bereits ankündigten. Andere trafen sich, wenn jemand erkrankte. Sie gingen davon aus, dass Krankheiten durch Stress, Schuldgefühle, Gegenbeschuldigungen und fehlende Vergebung entstehen.
Hoʻoponopono korrigierte Fehlverhalten, stellt wieder ein gutes Verhältnis unter den Familienmitgliedern her und erhielt es aufrecht, indem man während des Verfahrens mit ihren Göttern oder über Gott zu den Auslösern des Streits vordrang. Gewöhnlich leiteten die ältesten Familienmitglieder diese geistige Reinigung. Wenn es einer Familie nicht gelang, ein Problem zu beseitigen, wendete man sich an eine außenstehende, fachlich bewanderte Respektsperson. Nach Patrick Kaʻanoʻi war dies etwa ein ʻuao-Mediator, der die Verständigung fördert, aber keine Partei ergriff.

### Das Verfahren
Nach einem Gebet werden die Probleme formuliert und die Verstöße angesprochen. Es wird erwartet, dass die Familienmitglieder ernsthaft an den Problemen arbeiten und dabei nicht an Fehlern festhalten. Ehrlichkeit (hawaiisch ʻoiaʻiʻo) ist eine Grundvoraussetzung für das Verfahren. Normalerweise moderiert ein Familienmitglied die Diskussion und stoppt sie (pau, „Stop“), wenn Streit ausbricht. Zum Nachdenken über die gefühlsmäßigen Verwicklungen und begangenen Verletzungen werden Schweigeminuten eingelegt. Die Gefühle eines/einer jeden sollen berücksichtigt werden. Dann erfolgen Schuldbekenntnisse, Reuebezeugungen (mihi) und Vergebungen (kala, „Befreiung“). Die Entschuldigung muss geglaubt und verziehen werden, unter Umständen mit Bedenkzeit. Man glaubt, dass Gott oder die Ahnen anwesend sind (man hat sie ja anfangs eingeladen), und dass sie eine unehrliche Entschuldigung oder eine abgelehnte Verzeihung prompt bestrafen. Der Respekt vor der Familie tut ein Übriges.
Zeigt sich, dass der gerade vergebenen Verletzung eine weitere zugrunde liegt, wird das Verfahren wiederholt, bis aller Groll beseitigt ist. „Jeder lässt jeden los“. Alle Anwesenden befreien sich von den Problemen (ʻoki, „abschneiden“), oft mit einem Gebet, und beenden das Ereignis durch ein zeremonielles Fest, genannt pani („Schluss“, „Tür“, „Deckel“). Dieses enthielt oftmals das Essen von Kala-Seegras (limu kala), symbolisch für das erfolgte Loslassen (kala).
Eine andere Art, um die Befreiung von Problemen anzuzeigen, wurde von der Familie des Kahuna Makaweliweli auf der Insel Molokaʻi benutzt, indem eine über die Schultern zu legende Kette (Lei) aus der Frucht des Hala-Baums überreicht wurde. Hala bedeutet „Vergehen, Fehler“, „vergehen, verschwinden“ und „Pandanus“. Die Hawaiische Sprache ist sehr reich an Wörtern mit Mehrfachbedeutungen (kaona), und die Kultur Hawaiis macht viel Gebrauch davon.
„Aunty“ Malia Craver, die über dreißig Jahre im Queen Liliʻuokalani Children’s Center arbeitete, gab traditionelle hoʻoponopono-Kurse. Am 30. August 2000 sprach sie darüber vor den Vereinten Nationen.

## Moderne Versionen

### Entwicklung
Im späten 20. Jahrhundert begannen Gerichte auf Hawaii, sowohl Jugendliche als auch Erwachsene dazu zu verurteilen, mit ihren Familien hoʻoponopono durchzuführen, hierbei von der traditionellen Methode ausgehend. Es erfolgt ohne Beisein eines Richters, ist jedoch von einer Person zu leiten, die die Familie aus einer vom Gericht erstellten Liste auswählen kann. Dies war ein weiterer Schritt für die Revitalisierung des Brauches auf Hawaii, der mit dem neuen Interesse an der hawaiischen Sprache Ende der 1950er Jahre einher ging. Das 1957 erstmals erschienene Hawaiian-English Dictionary (Pukui/Elbert) kann heute als ein Umkehrpunkt betrachtet werden. 1978 wurde die hawaiische Sprache mit einer Ergänzung der Verfassung in den Rang einer Amtssprache erhoben. Um 1976 war auch der Zeitpunkt, als Morrnah ihre Version des Hoʻoponoponos auf Hawaii vorstellte, damit erstmals viele Geheimnisse der Kahunas allgemein zugänglich machte. Eine andere wichtige Rolle bei der Wiederbelebung der hawaiischen Kultur spielen auch der Hula und hawaiische Musiker wie zum Beispiel Gabby Pahinui und Israel Kamakawiwoʻole.
Einige indigene Ärzte führen hoʻoponopono mit ihren Patienten durch, die andernfalls eine Familienberatung aufsuchen müssten.

### Nach Morrnah Simeona

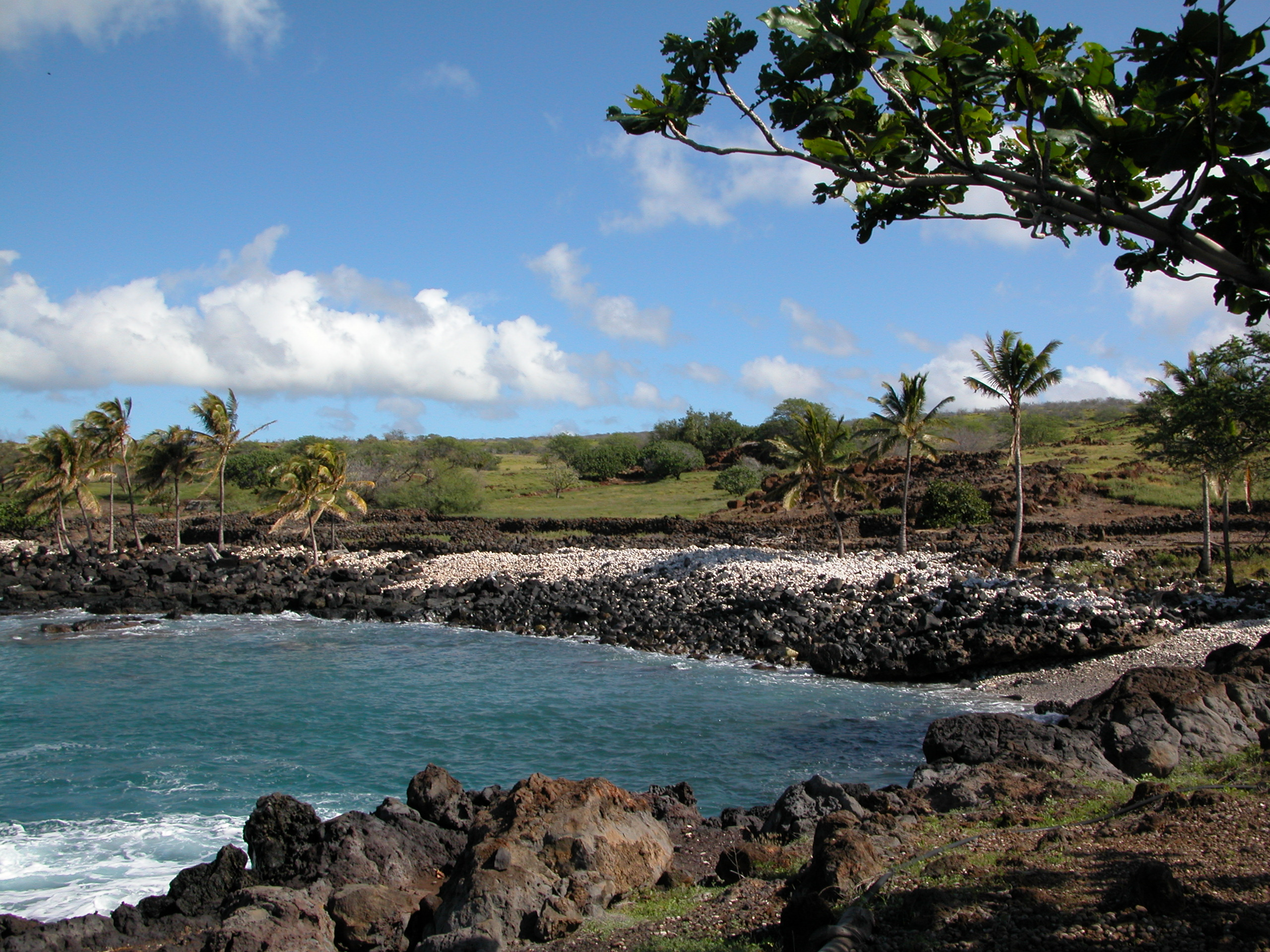
Teilweise restaurierte Reste des Dorfes Koaiʻe im Lapakahi State Historical Park auf der Insel Hawaiʻi (North Kohala Distrikt). Seit dem frühen 20. Jahrhundert ein Mittelpunkt der Kräuterheiler (kahuna lāʻau lapaʻau)

Morrnah Simeona (1913–1992), eine indigene kahuna lāʻau lapaʻau, passte das traditionelle hoʻoponopono den gesellschaftlichen Realitäten der heutigen Zeit an, indem es nunmehr jeder allein durchführen kann. Obwohl im Wesentlichen nur aus einer bestimmten Gebets- und Atmungsabfolge bestehend, erweiterte sie es unter Beachtung der hoʻoponopono-Definition von Mary Kawena Pukui sowohl zu einem allgemeinen Problemlösungsverfahren als auch zu einer psychospirituellen Selbsthilfe-Therapie. Da sie selbst sowohl traditionell hawaiisch als auch christlich beeinflusst aufwuchs und sich später zudem mit fernöstlichen Religionen und dem Medium Edgar Cayce befasste, kann ihre hoʻoponopono-Version als synkretistische Schöpfung aufgefasst werden.
Wie in hawaiischer Tradition enthält ihr „14-Schritte-Verfahren“ Gebete, gegenseitige Beichte, Reue und Bitte um Wiederherstellung und Vergebung. 11 davon sind strukturell zusammengehörende Gebete, in die eine individuelle, aktuelle Problemliste eingefügt wird. Sie ersetze die traditionell physisch anwesenden Beteiligten bei einem hoʻoponopono. Ihre Gebete richten sich ausschließlich an den göttlichen Schöpfer. Ergänzend und in den Vordergrund rückend bezeichnet sie Probleme als Auswirkungen von negativem Karma oder „dass man an sich selbst erfahren müsse, was man anderen zufügte“; folglich sei man der Schöpfer seiner Lebensumstände. Allerdings war es allgemeines Wissen der Familienältesten – wenn auch nicht mit dem Begriff 'Karma' belegt –, dass es Dinge gab, die wir von anderen Leben mitgebracht haben. Und Das hawaiische Volk hat immer daran geglaubt, dass man viele Leben hat, dass es einen fortwährenden Fluss des Lebens gibt. Jedes Fehlverhalten sei im Gedächtnis von einem selbst gespeichert und gespiegelt in allen Wesen und Gegenständen, die dabei zugegen sind. Da das Gesetz von Ursache und Wirkung in jedem Lebewesen und zu jeder Zeit herrsche, sei es vorwiegend das Ziel ihres Verfahrens, „sich von unglücklichen, negativen Erfahrungen in vergangenen Reinkarnationen zu befreien“. Die karmischen Bindungen mit Personen, Objekten oder Orten behinderten die freie Entfaltung, so dass „(spirituelles) Reinigen zur Evolution des Bewusstseins erforderlich ist“. Ihr Verfahren würde diese karmischen Bindungen auflösen.
Ihre Lehre beinhaltet: Es gibt einen göttlichen Schöpfer, der sich um altruistische Bitten kümmere: „Wenn der Satz ‚Und es ist vollbracht‘ nach solch einem Gebet benutzt wird, dann bedeute es, dass des Menschen Arbeit endet und Gottes beginnt.“ „Selbst-Identität“ liege vor, wenn die drei Selbste Wach-, Unter- und Überbewusstsein (beim Strukturmodell der Psyche, 2. Topik, mit Ich, Es und Über-Ich bezeichnet) im Gleichgewicht und mit dem Göttlichen Schöpfer verbunden sind. Anders als egoistische Gebete erreichten „altruistische Gebete wie ihr hoʻoponopono, bei denen man auch für die Befreiung anderer Wesen und Gegenstände betet, durch deren hohe Schwingungen die Göttliche Ebene. Von dieser käme das Göttliche Mana“, das die schmerzhaften Teile der Erinnerung bei allen an einem Problem Beteiligten in Reines Licht umwandeln würde, unabhängig davon, auf welcher Ebene sie gerade leben; „alle werden befreit“. Dadurch verlöre das Problem seine Kraft, sich weiterhin zu manifestieren, und Heilung oder Wiederherstellung des Gleichgewichts beginnen. Im vorliegenden Sinne ist Simeonas Mana eine zusätzliche Energie; sie erweitert das Mana der polynesischen Tradition.
Inzwischen besteht eine Ansammlung von Büchern, in denen Morrnah ein Mantra zugeschrieben wird, das nicht von ihr, sondern von Stanley Hew Len stammt. Morrnah selbst waren Mantras oder Konditionierungsübungen unbekannt. Sie sind auch unhawaiisch.

### Nach Hew Len
1992 wurde Simeonas Schüler und Administrator Stanley Hew Len spiritus rector der von ihr gegründeten Organisation. Als Mitautor eines 2007 erschienenen Buches erhebt er den Anspruch, das hoʻoponopono von Simeona zu lehren. Im Gegensatz zu Simeonas Lehre sagt das Buch jedoch, dass das Hauptziel von hoʻoponopono darin bestehe, den Menschen „in den Nullzustand zu bringen, wo er grenzenlose Möglichkeiten habe, keine Erinnerungen, keine Identität“. Um den „Nullzustand“ zu erreichen, der auf Hawaii unbekannt ist und den Len als „Selbst-Identität“ bezeichnet, könne man vor allem ein Mantra verwenden: „Ich liebe dich. Bitte vergib mir. Es tut mir leid. Danke.“, es sei sein bevorzugter Weg. Len lehrt ferner die Idee der 100%igen Verantwortung, d. h. Verantwortung für jedermanns Handlungen zu übernehmen, nicht nur für die eigenen. Er schreibt, wenn man Verantwortung für das eigene Leben übernimmt, unterliege alles, was man sieht, hört, fühlt oder auf irgendeine Weise erfährt, der Selbstverantwortung, da es durch die Wahrnehmung zum eigenen Leben gehöre. Probleme bestünden nicht in der außerhalb liegenden Realität, sondern innerhalb. Um die Realität zu verändern, müsse der Mensch sich selbst ändern. Vollständige Verantwortung beinhalte, alles Äußere als Projektion aus dem Inneren des Menschen zu betrachten.

### Nach Huna
Die als Huna bekannt gewordene neoschamanistische Lehre von Max Freedom Long (1890–1971) wird von seinen Schülern verbreitet. Obgleich das von Max Freedom Long eingeführte Huna ein hawaiisches Wort ist (huna für ‚verborgen‘, hūnā für ‚verbergen‘), werden wesentliche Teile der damit verbundenen Lehre von Gelehrten der hawaiischen Kultur als nichthawaiisch abgelehnt. So zum Beispiel der indigene Gelehrte Charles Kenn, geehrt als „Lebender Schatz von Hawaii“ wie Morrnah Simeona, in der hawaiischen Gesellschaft als kahuna anerkannt und Experte für hawaiische Geschichte und Traditionen, war gegenüber Max Freedom Long zwar freundlich, sagte aber: „Obwohl diese Huna-Studien eine interessante Sache seien, sind sie nicht … und waren sie niemals hawaiisch.“ Die hawaiische Autorin Pali Jae Lee, wissenschaftliche Bibliothekarin am Bishop Museum, kam nach intensiven Studien über Huna, die sich vor allem auf Interviews mit hawaiischen Ältesten gründeten, zu dem Schluss: „Huna ist nicht hawaiisch.“ Professor Lisa Kahaleole Hall schreibt, dass Huna „absolut keine Ähnlichkeit zu irgendeinem hawaiischen Weltbild oder spiritueller Praxis besitze“ und nennt es Teil der „spirituellen New Age Industrie“. Bücher über Huna werden auch als „Beispiele kultureller Beschlagnahme“ bezeichnet. In hawaiischer Literatur der Gelehrten findet sich damit kein Hinweis, dass hoʻoponopono aus Huna entstanden wäre.
Das erste Werk über Huna verfasste Long 1936, eine frühe Darstellung dessen, was heutzutage mit bewusstem Manifestieren oder bewusster Gestaltung des Schicksals bezeichnet werden könnte, teilweise durch magische Rituale. Inzwischen hat die von Long gegründete Huna-Bewegung modifizierte Teile von Simeonas Verfahren aufgenommen.